# Summer Dreams: The Story of The Beach Boys
Summer Dreams: The Story of The Beach Boys är en amerikansk TV-film från år 1990. Filmen regisserades av Michael Switzer.

## Handling
Filmen är baserad på en sann historia och handlar om det amerikanska rockbandet The Beach Boys. Filmen utspelar sig under en period på ungefär 20 år, från tidigt 1960-tal till tidigt 1980-tal och man får se vad bandmedlemmarna hade för sig under denna period. Filmen fokuserar på trummisen Dennis Wilson.

## Soundtrack
I filmen får man höra många klassiska Beach Boys-låtar. Det är dock skådespelarna själva som framför låtarna.
Några Beach Boys-låtar man får höra i filmen:
- Barbara-Ann
- Surfer Girl
- Good Vibrations
- God Only Knows
- Surfin
- Surfin USA
- Surfin Safari
- I Get Around

## Rollista (i urval)
- Bruce Greenwood - Dennis Wilson
- Greg Kean - Brian Wilson
- Casey Sander - Mike Love
- Bo Foxworth - Carl Wilson
- Andrew Myler - Al Jardine
- Robert Lee - Bruce Johnston
- Michael Reid MacKay - Charles Manson